# Conselleria d'Hisenda, Economia i Administració Pública de la Generalitat Valenciana
La Conselleria d'Hisenda, Economia i Administració Pública del Consell de la Generalitat Valenciana fou un departament o conselleria amb les competències en matèria d’hisenda, economia, finançament, sector públic empresarial i fundacional de la Generalitat i consorcis no sanitaris adscrits a la Generalitat, patrimoni, projectes i fons europeus, tecnologies de la informació i la comunicació de l’administració, i funció pública.
La conselleria va estar activa els primers mesos de la XI Legislatura sota la direcció de la consellera Ruth Merino Peña que agrupava competències que anteriorment havien estat desagregades en altres conselleries. Les referides a Economia i Hisenda han anat sempre aparellades des de l'etapa preautonòmica amb excepcions com en el període 1981-1982 o 2015-2023 en que la cartera d'Hisenda va comptar amb entitat pròpia.
Les competències relacionades en la gestió de l'administració pública també ha estat relacionades amb les d'hisenda en diversos moments tot i que també ha comptat amb departament propi (1985-1999) o ha estat relacionada amb el departament de Justícia (1999-2005 i 2019-2023).